# Jean Goëvrot
Jean Goëvrot, vicomte du Perche, né en 1501 à Mauves-sur-Huisne où il est mort en 1552, est un chirurgien français.

## Biographie
Jean Goëvrot fut successivement médecin de Marguerite de Lorraine, de son fils Charles et de son épouse  Marguerite de Valois-Angoulême. Cette dernière, devenue reine de Navarre, le garda à son service. Il fut ensuite premier médecin du roi François Ier et enfin celui des enfants de Henri II.
Marguerite de Lorraine, qui avait obtenu du roi la garde de ses enfants, séjournait l'été à Mauves pour y profiter du "bon air". Cette circonstance fit la fortune de Goëvrot, qui a été un proche conseiller de la duchesse.et comtesse du Perche.  L’enfance du jeune duc Charles IV fut maladive. Goëvrot déploya tous ses talents pour le conserver, et composa même à cette occasion un traité de médecine et de chirurgie. La plus ancienne édition sortie des presses de Simon Du Bois à Alençon, porte le titre de Le sommaire de toute médecine et chirurgie, contenant les remèdes les plus spéciaux et expérimentés de toutes les maladies survenantes quotidiennement au corps humain, non seulement nécessaire aux médecins et aux chirurgiens, mais à toutes gens, de quelqu’état et vocation qu’ils soient, tant pauvres que riches, composé par maître Jehan Gouëvrot, docteur en médecine, médecin du roi très chrétien, François, premier de ce nom, de Madame la régente, et des roy et royne de Navarre ; faict à la requête de feu Madame Marguerite de Lorraine, duchesse douairière d’Alencon, Alençon, Simon Dubois, imprimeur, 1530, in-16 de 88 feuillets.
Une autre édition in-8°, qui a longtemps passé pour être l’édition imprimée par Simon Du Bois, et qui porte un titre un peu différent, existe encore aujourd’hui à la bibliothèque d’Alençon, à laquelle elle a été donnée en 1815, par le docteur Bougon. Mais elle parait appartenir en réalité à l’édition de Paris, imprimée, comme celle de Simon Du Bois en 1530, et citée par La Croix du Maine. Ce livre fut réimprimé plusieurs fois dans le courant du XVIe siècle. Poulet-Malassis l’a prouvé en 1856, dans un article sur les origines de l’imprimerie à Alençon : l’éminent imprimeur en possédait lui-même, dit-il, un certain nombre d’exemplaires.
Il est certain que Jean Goëvrot composa ce livre à la demande de la duchesse d’Alençon, mais la préface qui se trouve en tête de l’édition conservée à la Bibliothèque de cette ville, suppose plutôt que ce fut Marguerite de Navarre et non Marguerite de Lorraine, comme le dit formellement l’édition attribuée à Simon Du Bois, qui fit lui-même cette demande ; car il suppose la duchesse en question vivant encore en 1530. L’écrit de Goëvrot est simple, judicieux, sans pédantisme, qualités rares de son temps. Il était écrit en français, ce qui devait lui assurer la bienveillance de ses contemporains car à cette époque, l’immense majorité des auteurs, même quand ils s’adressaient au peuple, écrivaient en latin, c’est-à-dire dans une langue qu’un dixième de la population au plus entendait. Aussi Goëvrot fut-il reçu avec la plus grande faveur, et par le peuple qui savait lire, et par les grands et les savants eux-mêmes.
Goëvrot publia un autre ouvrage intitulé : Sommaire et Entretenement de vie, qui est un extrait très singulier de toute la Médecine et Chirurgie, en 1530, à Alençon, chez Simon Du Bois, et qui connut plusieurs éditions. Marguerite de Navarre a plusieurs fois parlé de lui dans ses lettres, ainsi que dans son Livre des dépenses de 1541 à 1549. En 1541, il est mentionné comme exempté du droit de rachat de la terre de Fresnes, qu’il venait d’acquérir dans le comté du Perche. Peu de temps après, la duchesse lui fit présent d’une maison et d’un jardin à Mortagne. C’était une ancienne possession de Marguerite de Lorraine, dont elle avait donné la jouissance, sa vie durant, à Jean le Maignen, curé d’Alençon, son confesseur et plus tard aumônier de Marguerite de Navarre. En 1549, on voit Goëvrot figurer en tête des médecins de la princesse pour une somme de trois cents livres de gages.
Bientôt Jean Goëvrot ajouta à l’acquisition de la terre de Fresnes, celle de la terre de Landres, commune de Mauves, et de celle du Breuil, commune de Corbon. Il parait qu’il possédait en outre le fief de la Coudrelle, qui passa vers 1622 à la famille de Puysaye. Dans un acte de 1541, il s’intitule Jehan Gouevrot, sieur de la Coudrelle. Le même document lui donne même le titre de vicomte du Perche : on croit en outre qu’il était maitre des requêtes de l’hôtel du roi et de la reine de Navarre.
À la mort de François Ier cependant, Jean Goëvrot parait avoir cessé de porter le titre d’archiatre ou premier médecin du roi, mais il continua de donner ses soins aux enfants de Henri II et de Catherine de Médicis, qui le cite souvent dans ses lettres. Il existe également une lettre de Henri II lui-même, dont Goëvrot fournit le sujet.
Jean Goëvrot avait été anobli : il avait ses armes, d’argent à trois targettes de sable. Son frère était membre du Parlement de Paris. Il avait épousé Marie de Brèvedent, dont il eut huit enfants, quatre fils et quatre filles. .Alexandre, l ainé, conseiller au parlement de Paris, curé de Vaugirard,  puis abbé de la Trappe; Félix , qui fut aussi abbé de la Trappe  et curé de Mauves; Jean, Vicomte par la résignation de son père, qui décéda à Paris en  1544;  Pierre,   vicomte après son  père , qui se noya à Orléans.   L ainée des filles ,Françoise,   fut mariée  à François Leballeur, sieur enquêteur au Mans , et seigneur de Landres;  elle recueillit la succession de son frère Félix;  
```
:  Marguerite, la seconde,  épousa, le 
18 novembre 1536
 Richard Labbé, écuyer, seigneur de la Motte de Saint-Léonard des Authieux, vicomte du Perche de 1553 à 1558, et placé dans la liste des baillis de cette province;  la troisième, Marie , épousa le sieur de Verdigny , nommé Louis Bouju , lieutenant criminel au Mans;   la quatrième, Antoinette, Dame du Breuil à Corbon ,,  épousa Robert IV de la Vove , sieur de Thourouvre, le 2  octobre 1542 . elle en était veuve le 20 février 1599.   les enfants sont cités  par le commandeur Henry Le Court , du  conseil héraldique de France en 1902
```

Jean Goëvrot avait fait construire près de l’église de Mauves une chapelle destinée à perpétuer le souvenir de son nom. Outre l’église de Saint-Pierre, qui existe encore aujourd’hui, la paroisse de Mauves possédait alors une chapelle annexe, dédiée à saint Jean-Baptiste. Ces deux églises étaient sous le patronage des religieux de Saint-Denis de Nogent-le-Rotrou. Il paraitrait que dans le principe ces deux églises étaient indépendantes ; mais elles furent réunies l’une à l’autre en 1385 par l’évêque de Séez, Grégoire l’Anglois. Les anciens paroissiens de Saint-Jean furent très mécontents, déclarèrent au curé de Saint-Pierre que jamais ils ne présenteraient le pain bénit à l’église ; c’est pourquoi Jean Goëvrot, pour leur donner une sorte de satisfaction, fit bâtir sa chapelle au côté gauche de Saint-Pierre, vers le cimetière : pour mieux rappeler l’ancienne église paroissiale, il la fit dédier à la Sainte-Vierge et à Saint Jean-l’Evangéliste son patron. Cette chapelle de Jean Goëvrot, unie à l’église par une arcade, fut dotée le 1er décembre 1570, par Robert de la Vove, seigneur de Tourouvre, et par Antoinette Goëvrot, sa femme, dame du Breuil. En retour de cette dotation, le chapelain devait être à la nomination des fondateurs et à celle de leurs héritiers. Le chapelain avait un revenu suffisant pour son entretien, et de plus il était tenu à l’entretien de la chapelle et de la moitié du moulin de la Perrière, ainsi qu’à la célébration d’un obit pour le repos de l’âme du père de Jean Goëvrot, à tous les quatre temps de l’année ; les curés de Mauves, de Corbon, de Courgeon et de Courcerault devaient participer à cet obit, pour une rétribution de quatre livres. Cette fondation fut approuvée par une ordonnance de l’évêque de Séez, Louis du Moulinet, le 2 février 1571.
Plusieurs de ses ouvrages furent réédités notamment avec le traité de médecine de Nicolas de Houssemaine intitulé Le Régime singulier contre la peste, paru dès 1514.

## Sources
- Louis Pierre Hommey, Histoire générale ecclésiastique et civile du diocèse de Séez: ancien et nouveau, et du territoire qui forme aujourd'hui le Département de l'Orne, t. 3, Alençon, E. Renaut-De Broise, 1900, p. 368-72.